# Sigma Alimentos
Sigma Alimentos, S.A. de C.V., conocida también como Sigma, es una empresa multinacional mexicana dedicada al procesamiento y distribución de alimentos, con sede en San Pedro, en las cercanías de Monterrey, México. Su enfoque principal está en la producción y comercialización de alimentos refrigerados, como embutidos, quesos y yogures. Es una de las compañías líderes en este segmento en México, y entre sus marcas más reconocidas se encuentran Fud, Chen, San Rafael, Guten y Yoplait. Sigma forma parte del grupo industrial mexicano Alfa.
En 2021, Sigma registró ingresos por 6.9 mil millones de dólares. La empresa opera 67 plantas y 152 centros de distribución, dando empleo a más de 38,000 personas en 18 países. Su expansión en Estados Unidos y Europa se ha fortalecido mediante adquisiciones estratégicas, siendo las más destacadas la compra de la empresa estadounidense Bar-S en 2010 y la integración de la europea Campofrío en 2014.  
En México, Sigma distribuye sus productos a través de cadenas de supermercados, mayoristas, tiendas de conveniencia y pequeños comercios. En Estados Unidos, opera bajo las marcas Sigma Foods y Bar-S Foods, con su oficina regional ubicada en Phoenix, Arizona. En la Eurozona, sus operaciones se realizan mediante Campofrío, empresa que fue adquirida en conjunto con el grupo chino WH Group en 2014. Posteriormente, en junio de 2015, Alfa anunció la compra del 37% restante de las acciones de Campofrío que estaban en manos de WH Group, con el objetivo de que Sigma tomara el control total de la compañía.
Sigma cuenta con operaciones tanto en el continente americano como en la Eurozona. En América del Norte, está presente en México y Estados Unidos; mientras que en Europa opera en Bélgica, Francia, Alemania, Italia, Países Bajos, Portugal y España. En América Central y del Sur, tiene presencia en países como Costa Rica, República Dominicana, Ecuador, El Salvador, Guatemala, Honduras, Nicaragua, Panamá y Perú.
En 2014, la empresa matriz de Sigma, Alfa, anunció que podría realizar una oferta pública inicial para cotizar a Sigma en la Bolsa Mexicana de Valores . 

## Lectura adicional
- USI Today  (enlace roto disponible en este archivo).
- Hoja informativa sobre Hoover  (enlace roto disponible en este archivo).